# Рядовой Писфул (фильм)
Рядовой Писфул (англ. Private Peaceful) — драматический военный фильм 2012 года режиссёра Пэта О'Коннора по сценарию Саймона Рида, основанному на одноимённом романе 2003 года Майкла Морпурго. Роль в этом фильме стала последней для актёра Ричарда Гриффитса.

## Сюжет
Рядовой Писфул в тюремной камере в ожидании расстрела описывает жизнь бедной семьи из Девоншира начала XX века. Младший из двух братьев Томмо (Сэмюэл Боттомли) в свой в первый день в школе встретил Молли (Иззи Мейкл-Смолл), и сразу влюбился в неё. Старший Чарли (Хиро Файнс-Тиффин) всегда защищал его, когда они вместе убегали от бабушки Вулф (Фрэнсис де ла Тур), любившей купаться нагишом и доводить до отчаяния их мать Хэйзел (Максин Пик), потерявшую своего мужа и их отца в результате несчастного случая во время рубки леса. В то же время братья работают за гроши на земле патриотичного бывшего полковника (Ричард Гриффитс). Позже, Чарли (Джек О'Коннелл) и Молли (Александра Роуч) начали встречаться и она забеременела от него, после чего они поженились в деревенской церкви, но священник отказался звонить в колокола. Братья рассорились, но когда Томмо (Джордж МакКей), солгав о своём возрасте ушёл добровольцем на фронт Первой мировой войны, Чарли последовал за ним во Фландрию. Там они столкнулись с газовыми атаками, обстрелами немецких войск, ужасными смертями своих друзей и презрительным отношением ужасного сержанта Хэнли. Во время атаки на немецкую линию, Чарли не подчиняется прямому приказу от сержанта Хэнли и остаётся с раненым Томмо на ничейной земле. В результате, Чарли обвиняется в трусости и попадает под суд военного трибунала. На рассвете во время расстрела — бесчеловечного акта военной юстиции, Чарли умирает счастливым, напевая свою любимую детскую песню «Oranges and Lemons». Томмо пообещал ему позаботиться о Молли и их ребёнке, маленьком Томмо.

## В ролях
| Актёр             | Роль                  |
| ----------------- | --------------------- |
| Джордж МакКей     | Томмо Писфул          |
| Сэмюэл Боттомли   | молодой Томмо         |
| Джек О'Коннелл    | Чарли Писфул          |
| Хиро Файнс-Тиффин | молодой Чарли         |
| Ричард Гриффитс   | полковник             |
| Александра Роуч   | Молли Монкс           |
| Иззи Мейкл-Смолл  | молодая Молли         |
| Фрэнсис де ла Тур | бабушка Вулф          |
| Джон Линч         | сержант Хэнли         |
| Максин Пик        | Хэйзел Писфул         |
| Пол Рэди          | капитан Уилкинс       |
| Энтони Фланаган   | рекрутирующий сержант |
| Элин Пауэлл       | Анна                  |
| Дэвид Йелланд     | генерал Хейг          |
| Джеймс Лоренсон   | майор Фитцпатрик      |
| Пол Шегьер        | капрал                |

## Производство и показы
Производство фильма финансировалось более чем сотней мелких инвесторов, вносивших от 3 и 5 тысяч фунтов стерлингов до 10. Съёмки проходили в Англии, а сцены боёв на специальной ферме-полигоне в пределах Ипсвича. права на прокат фильма в США и Канаде были приобретены компанией «BBC Worldwide North America».
В 2014 году фильм вошёл в программу для школьников возрастом от 11 до 14 лет, а книга была рекомендована Национальным литературным фондом для распространения по библиотекам в преддверии столетия начала Первой мировой войны. В связи с этим, продюсер фильма Гай де Божё сказал, что «фильм получил высокую оценку учителей как учебное пособие для отображения WWI, оставаясь верным оригинальному роману Майкла. Существует растущее осознание среди образовательных учреждений, что «Рядовой Писфул» является идеальным проектом для столетия — это непредвзятость, не квасной патриотизм и не сентиментальность».

## Критика
Я думаю, что это мои лучшие книги потому, что они затрагивают в людях то, что мои другие книги не сделали. К сожалению, эти две книги стали снова повсеместно читать, потому что они о том, что молодые люди собираются на войну и умирают. Ситуации в Афганистане и Ираке привели к войне. Это то же самое — старики отправляют юношей на войну. И печаль всё больше растёт, потому что мы знаем — сколько бессмысленности во всём этом. Я хочу всё больше и больше оставаться на связи с проектами, экранизующимися в настоящее время. Если вы просто их передаёте, то они теряют всякий смысл принадлежности к тебе. Но будучи исполнительным продюсером вы поговорите с директором, вы поговорите с производителем. Саймон Рид адаптировал роман очень тщательно. Этот фильм строго придерживается повествования. Я дал много предложений Саймону и Пэту О'Коннору... Я был глубоко впечатлён интенсивностью фильма. Он не собирается быть номинантом на «Оскар» — но очень глубоко рисует портрет сельской общины. И он показывает, как война разрывает общество.
— писатель Майкл Морпурго о своих книгах о войне и их экранизациях.
Питер Брэдшоу из The Guardian сказал, что «колоссальный успех Майкла Морпурго с экранизацией «Боевой конь» — в причудливо сладкой версии на большом экране - должно быть, помог сделать возможным это скромное, сердечное кино», а «режиссёр Пэт О'Коннор воспроизвёл более подлинные чувства, чем Стивен Спилберг смог показать в своей глянцевой продукции». Ему вторила и Кэтрин Куармби из The Independent, сказав, что этот фильм «сложнее, чем экранизация «Боевой конь», воплощая вероятно более верное видение Морпурго. Действительно, в этот раз Морпурго участвовал в производстве фильма в качестве исполнительного продюсера. Фильм излагает хронологию и большую часть внутренних мыслей и диалогов книги». Ранее, в 2003 году, Дайан Самюэлс в The Guardian говоря о книге отмечала, что «почти столетие спустя, Морпурго приглашает своего читателя войти в качестве определяющего момента в истории через дверной проём индивидуального опыта. Это гуманизирующая и гуманная работа, нашедшая свой корень в земле Англии и пустырях Европы. Она приносит живой холокост молодых мужчин в начале 20-го века тем, кто не может даже подумать о том, что существовали поля смерти». Сам автор, Майкл Морпурго сказал, что «"Рядовой Писфул" имеет дело с одной из самых мрачных аспектов страшной войны: экзекуциях на нашей стороне. Я написал это желая подчеркнуть то, что как я полагаю, является несправедливостью — расстрел на рассвете, но и показать влияние войны, любой войны, на семьи и друзей, и близких. Этот сердечный и трогательный фильм ярко вносит в жизнь тот простой факт, что солдаты тоже люди, а не только форма».
Крис Туки из The Daily Mail сказал, что по сравнению со Спилбергом, фильму Пэта О'Коннора не хватает свежести, его сюжет является клише и дежавю, а его герои одномерны. Рассел Кук из CineVue отметил «серьёзную прекрасную игру» актёров и «простой, но эффективный визуальный стиль, помогший сделать фильм правдоподобной частью исторического периода», а сам «фильм О'Коннора является твёрдой экранизацией романа Майкла Морпурго».

## Саундтрек
Первоначально предполагалось, что музыку к фильму напишет Марк Нопфлер, но в итоге за это взялась Рэйчел Портман, и саундтрек из 22 композиций был выпущен 22 октября 2012 года:
| №   | Название                                     | Длительность |
| --- | -------------------------------------------- | ------------ |
| 1.  | «Promises to Keep»                           | 3:07         |
| 2.  | «Private Peaceful»                           | 1:51         |
| 3.  | «Ten to Midnight»                            | 1:17         |
| 4.  | «Wee, Sleekit, Cow'rin»                      | 2:34         |
| 5.  | «Dust to Dust»                               | 3:04         |
| 6.  | «Grandma Wolf»                               | 1:11         |
| 7.  | «Old Hound»                                  | 0:38         |
| 8.  | «Looking for Work»                           | 1:47         |
| 9.  | «Tommo Watches Molly»                        | 1:38         |
| 10. | «No Tomorrow Could Ever Be As Good As Today» | 2:15         |
| 11. | «Oranges and Lemons»                         | 1:23         |
| 12. | «Tommo Joins Up»                             | 1:23         |
| 13. | «Sentry Duty»                                | 1:17         |
| 14. | «Gas Attack»                                 | 1:22         |
| 15. | «Suffer the Little Children»                 | 1:29         |
| 16. | «Counter Attack»                             | 0:50         |
| 17. | «Molly Writes to Tommo»                      | 1:18         |
| 18. | «Bayonet Training»                           | 1:17         |
| 19. | «Inspecting Rifles»                          | 2:09         |
| 20. | «Father's Watch»                             | 1:32         |
| 21. | «Firing Squad»                               | 2:55         |
| 22. | «I Think I'm in Love»                        | 1:49         |